# Nova Sport
Nova Sport je specijalizirana kabelska televizija koja je s emitiranjem započela 4. prosinca 2019. godine kao član United Groupa, trenutno vodeće medijske platforme u jugoistočnoj Europi unutar koje je i grupa kanala Sport Klub te hrvatska Nova TV odnosno Nova TV d.d.
Televizijski kanal prenosit će najvažnije sportske događaje koje će gledateljima ponuditi raznovrstan premium sportski sadržaj, svakoga dana, 24 sata dnevno. U svojem programu nudi utakmice njemačke nogometne Bundeslige, Lige nacija, košarkaške utakmice Eurolige, najzanimljivije NFL utakmice te različite teniske turnire.

## Dostupnost kanala
Program Nova Sport moguće je pratiti putem različitih kabelskih operatera u Srbiji, Crnoj Gori i Bosni i Hercegovini. U Hrvatskoj program Nove Sport može se pratiti preko EON TV-a, Total TV-a i u ponudi Optima telekoma.